# FIRA Women's European Championship División B 2004
El FIRA Women's European Championship División B de 2004 fue la cuarta edición del torneo femenino de rugby.

## Equipos participantes
- Selección femenina de rugby de Alemania
- Selección femenina de rugby de Dinamarca
- Selección femenina de rugby de Noruega
- Selección femenina de rugby de Países Bajos

## Desarrollo

### Posiciones
| Pos. | Equipo       | Encuentros | Encuentros | Encuentros | Encuentros | Tantos  | Tantos    | Tantos     | Puntos Totales |
| Pos. | Equipo       | jugados    | ganados    | empatados  | perdidos   | a favor | en contra | diferencia | Puntos Totales |
| ---- | ------------ | ---------- | ---------- | ---------- | ---------- | ------- | --------- | ---------- | -------------- |
| 1    | Países Bajos | 3          | 3          | 0          | 0          | 249     | 3         | +246       | 6              |
| 2    | Alemania     | 3          | 2          | 0          | 1          | 114     | 30        | +84        | 4              |
| 3    | Noruega      | 3          | 1          | 0          | 2          | 8       | 150       | -142       | 2              |
| 4    | Dinamarca    | 3          | 0          | 0          | 3          | 8       | 196       | -188       | 0              |

### Partidos
| 2 de mayo | Alemania | 67 - 0 | Noruega |  |  |

| 2 de mayo | Países Bajos | 141 - 3 | Dinamarca |  |  |

| 5 de mayo | Alemania | 47 - 0 | Dinamarca |  |  |

| 5 de mayo | Países Bajos | 78 - 0 | Noruega |  |  |

| 8 de mayo | Países Bajos | 30 - 0 | Alemania |  |  |

| 8 de mayo | Noruega | 8 - 5 | Dinamarca |  |  |